# Петраково (Суздальский район)
Петраково (Петроково) — село в Суздальском районе Владимирской области России, входит в состав Новоалександровского сельского поселения.

## География
Село расположено в 30 км к северо-западу от Владимира и в 30 км к юго-западу от Суздаля.

## История
Некогда это село было вотчиной Суздальского Спасо-Евфимиева монастыря, которому пожертвовал его князь Димитрий Михайлович Пожарский в 1633 году. Вотчиной означенного монастыря Петроково оставалось до 1764 года. Церковь в книгах патриаршего казенного приказа под 1642 годом записана в честь святых мучеников Флора и Лавра. В 1736 году в церкви Флора и Лавра произошёл пожар, в том же году попорченное пожаром имущество было исправлено и церковь вновь была освящена. В 1829 году в селе была построена каменная церковь с колокольней и оградой в честь Святителя и Чудотворца Николая, с приделом во имя святых мучеников Флора и Лавра. Приход состоял из села и деревень Козики и Фуфайка. В 1882 году в селе была открыта церковно-приходская школа, помещавшаяся в устроенном в 1891 году на церковные средства доме.
До революции село являлось центром Петраковской волости Владимирского уезда. В 1859 году в селе числилось 80 дворов, в 1905 году — 101 двор.
С 1929 года село входило в состав Клементьевского сельсовета Ставровского района, с 1935 по 1945 год в составе Небыловского района, с 1965 года — в составе Суздальского района. С 2005 года деревня в составе Новоалександровского сельского поселения.

## Население
| 1859 | 1905 | 1926 |
| ---- | ---- | ---- |
| 484  | 557  | 434  |

| 1859 | 1905 | 1926 | 2002 | 2010 | 2021 |
| ---- | ---- | ---- | ---- | ---- | ---- |
| 484  | ↗557 | ↘434 | ↘0   | ↗4   | →4   |

## Достопримечательности
В селе находится недействующая Никольская церковь с колокольней (1829 г.)

## Известные уроженцы
- Посадский, Иван Никитович - Герой Советского Союза